# Gruuthuse (familie)
De Heren van Brugge of Heren van Gruuthuse vormden een van de voornaamste families, zo niet de voornaamste, in het Brugge van de dertiende tot de vijftiende eeuw.

## Belang
Deze familie was de enige die de feodale familienaam van Brugge droeg. Van deze familie is overgebleven: de inspirerende wapenspreuk 'Plus est en vous – Meer is in u', alsook het nog bestaande Gruuthusepaleis met de bidkapel die verbonden is met de Onze-Lieve-Vrouwekerk.
In de geschiedenis is ze bekend omwille van haar commerciële activiteiten en de rijkdom die ze hierdoor verwierf en de rol die ze heeft gespeeld, vooral dan Lodewijk van Gruuthuse als mecenas, kunstverzamelaar, militair, diplomaat en politicus in het kielzog van de Bourgondische hertogen.

## Genealogie

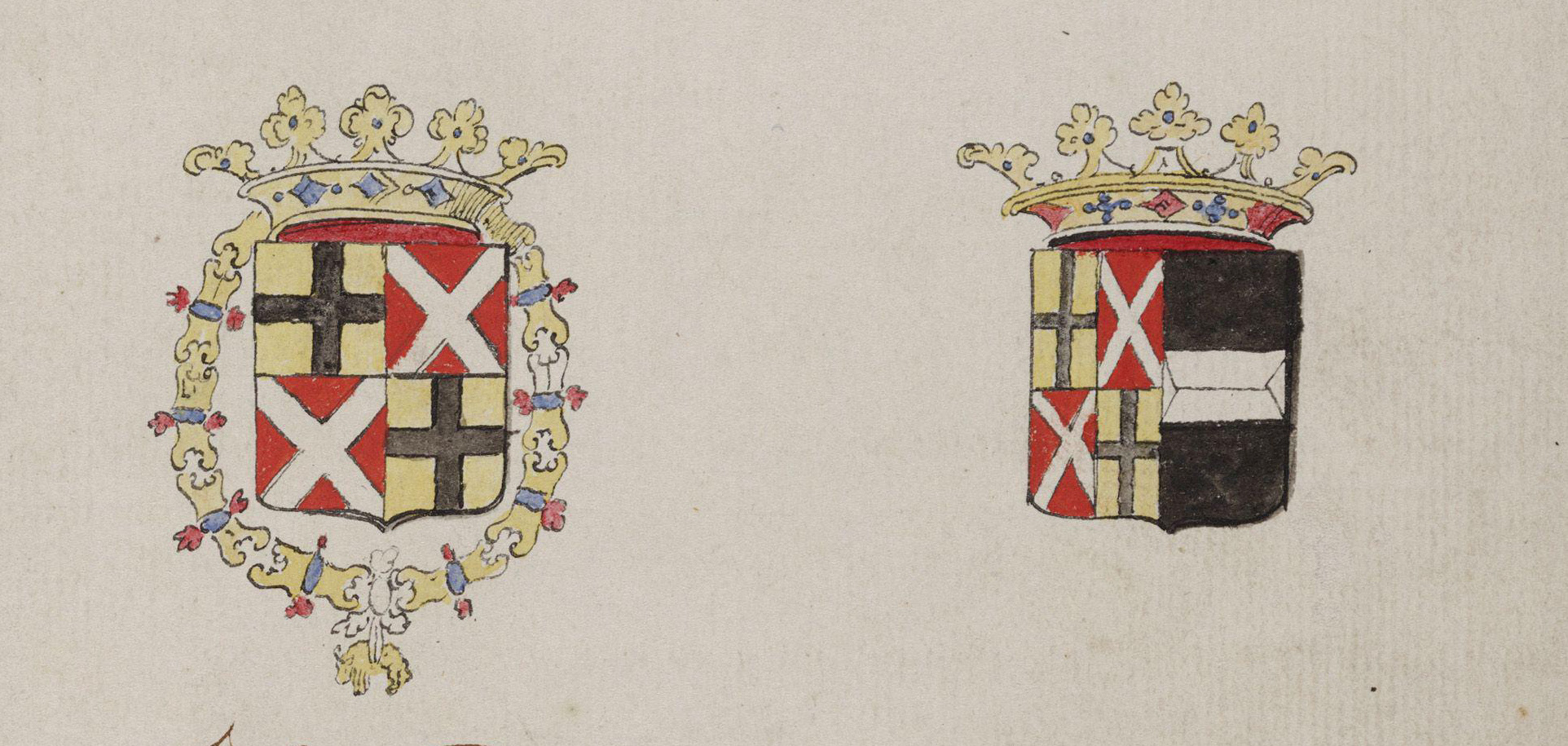
Wapenschild van Lodewijk van Brugge, heere van Gruuthuse, en zijn echtgenote Margareta van Borsele, waarin hun beider schilden zijn verwerkt. De kroon op het schild verwijst naar zijn titel als graaf. De ketting rond het linker wapenschild verwijst naar de Orde van het Gulden Vlies. Deze prent komt uit handschrift “De Hooghe" te vinden in de Openbare Bibliotheek Brugge pagina 119 Volume 2.

- Lambert van Brugge en van Gruuthuse (± 1190 - ± 1255)
  - Geldolf I van Brugge en van Gruuthuse (± 1215/20 - ± 1269) x Margareta van Gistel
    - Geldolf II van Brugge en van Gruuthuse (±1240 –±1300) x Gertrude van Assche
      - Geldolf III van Brugge en van Gruuthuse (1265/70 – ±1335)
      - Catharina (of Maria, of Anna) van Brugge (1265/70 – ±1320) x Geerard van der Aa (1260-1310)
        - Jan I van Gruuthuse en van der Aa (1290/1295 - ± 1360) 1)x Catharina van Steelant en 2)x Margaretha van Dudzele
          - Jan II van Gruuthuse en van der Aa (1335/40 - ± 1400) x Isabelle de Looz Agimont
            - Jan III van Gruuthuse en van der Aa (± 1368/69 – voor 1420) x Agnès de Mortaigne, vrouw van Spiere, weduwe van Gerard van Halewyn, overleden 3/08/1438, begraven bij Karmelieten, Brugge
              - Jan IV van Gruuthuse en van Brugge (± 1390 – na 1440) x Margareta van Steenhuyse, vrouw van Avelgem
                - Jacob van Brugge van Gruuthuse en van der Aa (Brugge, 1418 - 1472/4)
                - Lodewijk van Gruuthuse (1422 – 1492) x Margareta van Borselen (†1510)
                  - Jan V van Gruuthuse (ca. 1458 - Abbeville, 1512 of 1522) x1) Marie d'Auxy, 2) Renée de Bueil, 3) Marie de Melun (†1536)
                    - René van Gruuthuse (†Brugge, 25 december 1572), laatste mannelijke naamdrager x1) Beatrice de Seyssel, vrouwe de la Chambre, 2) Marie de Nearvi
                    - Catharina van Brugge, laatste vrouwelijke naamdrager, x 1) Louis de la Baume, comte de Saint-Amour, 2) Achille de l’Hospital,     3) Charles de Messay, 4) Scipion, marquis de Liane, 5) René de la Haye

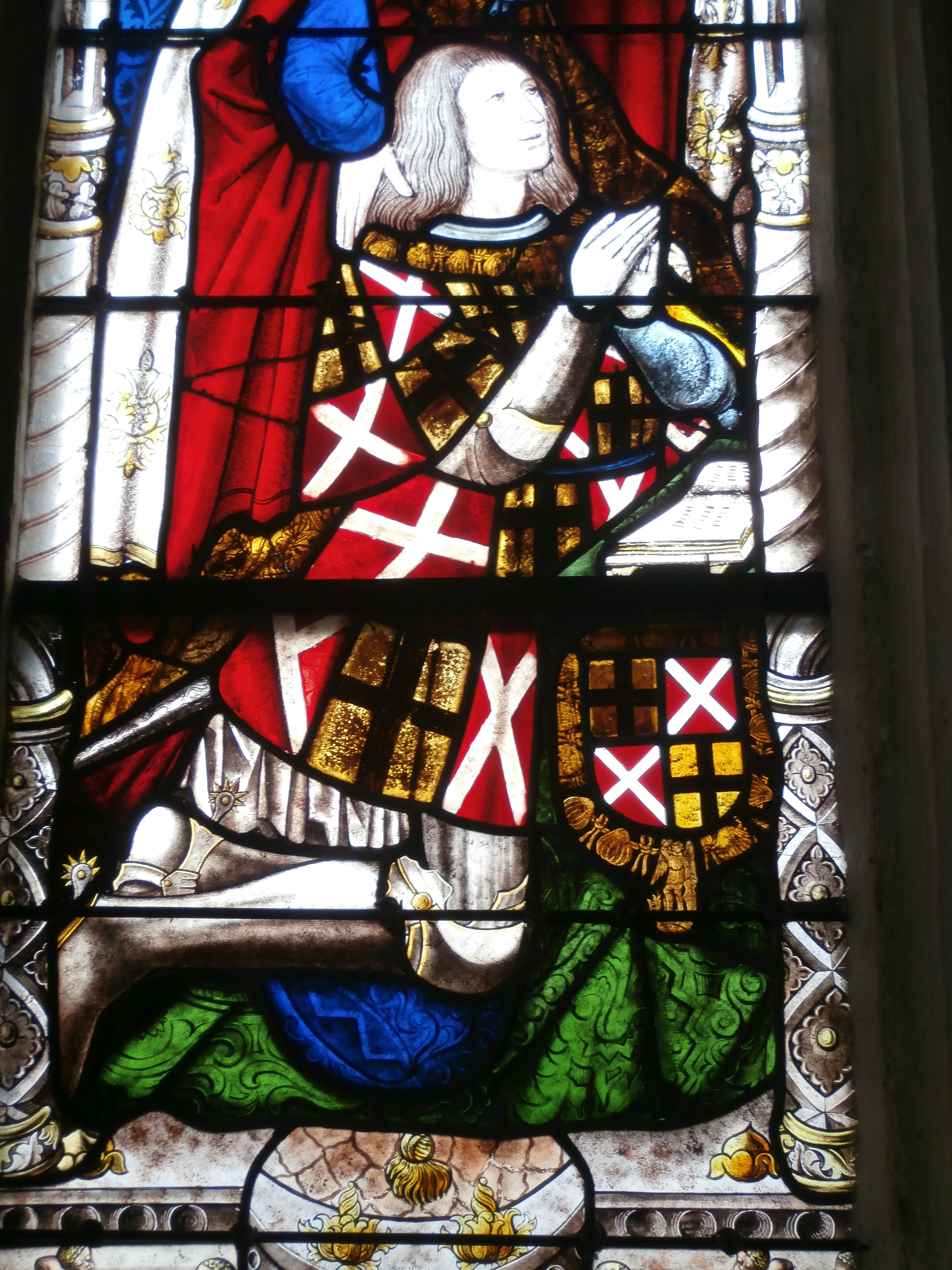
Jan V van Gruuthuse

## Genealogische problemen
Het is merkwaardig dat van deze familie in vroegere eeuwen geen betrouwbare genealogie werd opgemaakt. Dit lijkt wel vaker het lot te zijn van grote families die in de mannelijke lijn uitsterven en uit de belangstelling verdwijnen. De zoon van Lodewijk van Gruuthuse, Jan van Brugge trouwde driemaal met Franse adellijke dames. Zijn zoon René deed het tweemaal en was de laatste mannelijke naamdrager. Zijn dochter ging vijf opeenvolgende huwelijken aan met Franse edellieden. Einde dus van het Gruuthuseverhaal en verdwijning of verspreiding, na talrijke verhuizingen en erfopvolgingen, van een familiearchief, dat ongetwijfeld in zijn tijd in belang kon wedijveren met andere, zoals bijvoorbeeld met het goed bewaarde of weer grotendeels bijeengebrachte archief van de familie Adornes.
De hieronder bij de literatuur gemelde genealogieën die in de loop van de negentiende en twintigste eeuw werden gepubliceerd, hebben elkaars foutieve gegevens overgeschreven of er nieuwe fouten of onvoldoende gestaafde hypotheses aan toegevoegd. De genealogie opgemaakt door de Behault, die zich nochtans voornam vorige genealogieën te corrigeren, staat vol fouten en onwaarschijnlijkheden.
Op basis van bestaande documenten is het mogelijk dichter de werkelijkheid van de Gruuthusegenealogie te benaderen. Karel De Flou refereerde aan twaalfde- en dertiende-eeuwse Gruuthuses: Aldo (1159) en Lamsota (1211) en naar een Lambertus de Gruuthuse (1214), vermeld bij A. Van Lokeren. In Brugge wordt melding gedaan van diezelfde Lambert (of van zijn gelijknamige zoon, gelet op de bijna vijfendertig jaar tussentijd) in een register van Sint-Donaas in 1248, bij het schenken van een kostbare kelk. Men mag dus voorzichtig aannemen dat er in de eerste helft van de 13de eeuw een Lambert van Gruuthuse was. Hij zou kunnen geleefd hebben van ongeveer 1180-1190 tot rond 1250-1255.
Dat er twee Geldolfs, misschien zelfs drie zijn geweest, kan op basis van de beschikbare vaststaande gegevens worden aangenomen, maar dan wel niet op de data vermeld door de Béhault. Op basis van wat Louis Gilliodts-Van Severen vermeldt kan de volgende verdeling worden voorgesteld:
- Geldolf I van Brugge x Margaretha van Gistel (vermeld in 1258)
- Geldolf II van Brugge (vermeld in 1269 als 'Ghildolve, Ghildolfs zoene van Brugghe'. Een hele tijd na het overlijden van deze Geldholf vindt men:
- Geldolf III van Brugge x Gertrude van Assche, kapitein van Brugge en het Vrije, raadgever van Gwijde van Dampierre (vermeld in 1293 als Guidolf heer van het Gruuthuse, in 1294 als Guidolf van der Brugghe, heer van Gruuthuse, in 1298 als Guidolf de Bruges, heer van Gruuthuse, in 1302 als Guidolf heer van Gruuthuse en in 1332 als Ghildolf van Brucghe, heer van Gruuthuse.

## De heren Van der Aa
De mannelijke lijn van de Gruuthuses stierf uit met Geldolf III en zijn dochter Catharina trouwde met een van der Aa, heer van Grimbergen. Het ligt niet voor de hand met wie uit die Brabantse familie ze trouwde. Gerard van der Aa lijkt de meest waarschijnlijke. Hoe dan ook, hij nam de naam 'van Brugge' aan, zodat de lijn van de heren van Gruuthuse kon worden verder gezet.
Vervolgens waren er, van vader op zoon, vier heren Jan van Gruuthuse, wat het uit elkaar houden er niet makkelijker op maakt.
De vierde in de rij, Jan IV van der Aa, heer van Brugge, trouwde in 1415 of 1416 met Margareta van Steenhuyse, vrouw van Avelgem. Zij hadden hun graftombe in de O.-L.-Vrouwekerk. Van hem kan worden aangenomen dat hij rond 1390 geboren werd en na 1440 overleed. Zij waren de ouders van Lodewijk van Gruuthuse.